# Voigthorn
Voigthorn är en typ av högtalarkonstruktion som kombinerar karakteristiken hos ljudledningshögtalare, basreflexlåda och akustiskt horn. Den har högt anseende hos några högtalarkonstruktörer, vilket visas av etablerade tillverkare som  Castle, Phi-audio och Cain & Cain. På grund av sin relativt höga effektivitet används designen främst i stora högtalarkonstruktioner.
Konstruktionsprincipen bygger på att ljud som leds från högtalarens baksida reflekteras och absorberas längs den avsmalnande pipan, och förhindrar nästan allt internt reflekterat ljud att ledas genom högtalarmembranet. Den lägre delen av pipan agerar som ett horn medan toppen kan ses som en utvidgad sluten låda. Hela pipan kan också ses som en inverterad avsmalnande ljudledningslåda, som vidgar sig snarare än smalnar av från topp till botten. Högtalarmembranet placeras vanligen nära mitten av baffeln eller något lägre. Högtalartypen används relativt litet i kommersiella högtalare vilket främst har sin förklaring i de stora dimensioner högtalarna får och den kostsamma tillverkningen av stabila avsmalnande pipor. Voigtpipan  patenterades 1935 av Paul G.A.H. Voigt och refereras också till som "kvartsvågspipa" eller "halvvågspipa".
Voigtpipan har under åren varit föremål för hemkonstruktioner. I början av 1970-talet uppskattade den danska musiktidskriften High Fidelity antalet hembyggda Voigthögtalare i Danmark till närmare 5000.